# Good Enough (Bobby Brown)
Good Enough è un brano del cantante statunitense Bobby Brown, estratto come secondo singolo dal suo terzo album in studio, Bobby, nel 1992.

## Descrizione
Il brano ha raggiunto la posizione numero 7 in classifica, risultando la sua ultima pubblicazione a raggiungere la Top 10.
Il singolo è stato certificato disco d'oro per il mezzo milione di copie vendute.

## Tracce
1) Good Enough (Extended Jeep Mix) 6:18
2) Good Enough (4 Deep In A Jeep) 5:22
3) Good Enough (2 Deep In Da Backseat) 3:57